# Maria-pequena
Maria-pequena (nome científico: Phylloscartes sylviolus) é uma espécie de ave da família dos tiranídeos. É encontrada na Argentina, Brasil, e Paraguai.